# Phlogophilus
A Phlogophilus a madarak osztályának sarlósfecske-alakúak (Apodiformes) rendjébe és a kolibrifélék (Trochilidae) családjába tartozó nem.

## Rendszerezésük
A nemet John Gould angol ornitológus írta le 1860-ban, jelenleg 2 faj tartozik ide:
- ecuadori tarkafarkú-kolibri (Phlogophilus hemileucurus)
- perui tarkafarkú-kolibri (Phlogophilus harterti)

## Előfordulásuk
Az Andok lábainál, Ecuador, Kolumbia és Peru területén honosak. A természetes élőhelyük szubtrópusi és trópusi esőerdők.

## Megjelenésük
Testhosszuk 7,2–7,6 centiméter közötti.

## Életmódjuk
Nektárral táplálkoznak.